# Karin Karinna Bühler

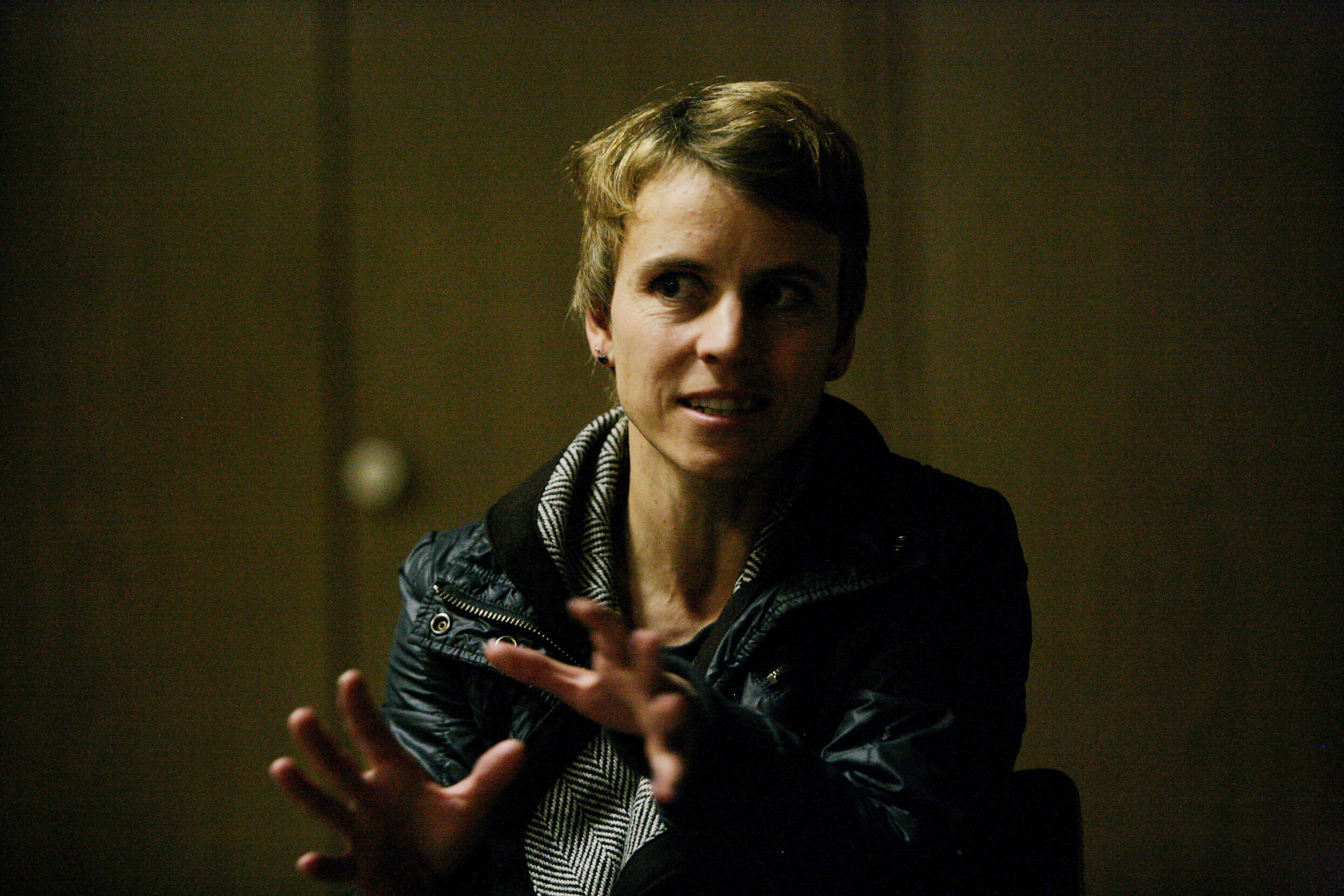
Karin Karinna Bühler (2009)

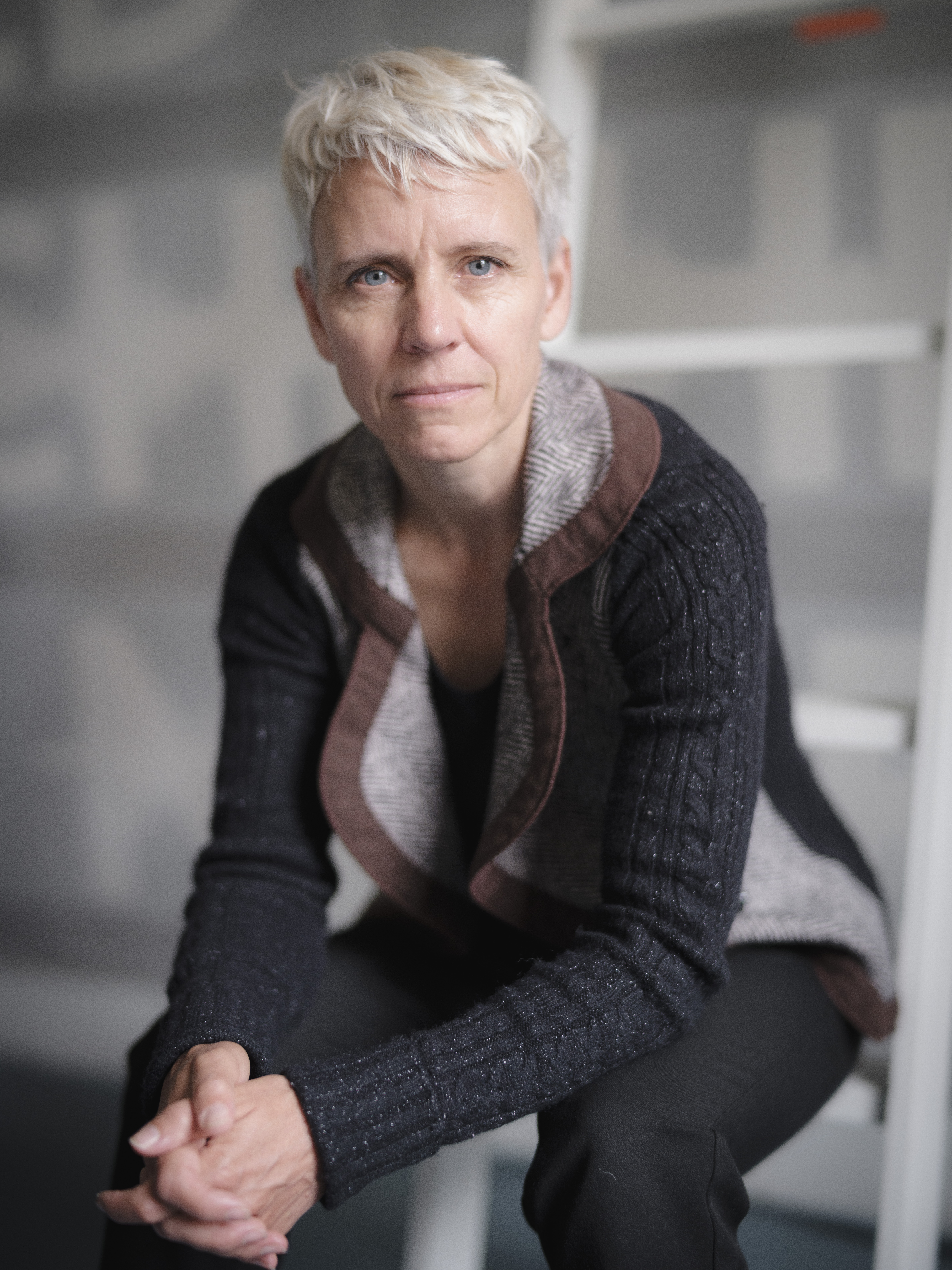
Karin Karinna Bühler (2023)

Karin Karinna Bühler (* 21. Juni 1974 in Herisau) ist eine Schweizer Künstlerin. Sie ist bekannt für ihre Konzept- und Audiokunst sowie für ortsbezogene Kunst.

## Werk
In ihrem Schaffen stützt sich Karin Karinna Bühler auf Textmaterial, welches sie mit Erinnerungen und Erfahrungen eines Ortes verbindet. Sie sieht sich als «Bildhauerin des mentalen Raums», modelliert Sprache und Raum zu etwas Neuem. So entstehen raumgreifende und mehrdimensionale Installationen. Durch die klaren und imposanten Formen von Schrift in Zusammenhang mit Räumen eröffnet die Künstlerin den Betrachtenden ein weites Feld für Assoziationen und Wahrnehmungen. «Es braucht den Betrachter, um mein Werk komplett zu machen», sagt die Konzeptkünstlerin.
Seit 2004 stellt Karin Karinna Bühler an verschiedenen Orten in der Schweiz und auch international aus. Die Werke der Künstlerin sind in verschiedenen Sammlungen vertreten. Die Skulptur CAMBIO (2018), die im Rahmen des Arte-Castasegna-Projekts entstand, wurde in die Sammlung des Kunstmuseums St. Gallen aufgenommen und gab der Sammlungspräsentation 2020 den Namen.
2021 hat sie eine Artist in Residence der Ausserrhodischen Kulturstiftung erhalten.

## Ausstellungen (Auswahl)
Einzelausstellungen
- 2024: THAZ WORT IST MAHTIGER ALSA THAZ SWERT, Flawil
- 2023: Kalo Mina, OTTTO, Athen
- 2022: Kabinettstück – Vol. Kirchgasse 8[7], Kunstmuseum Olten
- 2017: Manon/Karin Karinna Bühler, Hiltibold, St. Gallen
- 2014: Quasi aus dem Nichts[8], Stiftung Sitterwerk, St. Gallen
- 2010: Meines Erinnerns, dessen ich völlig sicher war[9], Städtische Ausstellung im Katharinen, St. Gallen [Kunstbulletin]
- 2012: Es wird schon passen, Kubox, Romanshorn
- 2008: Ein zartes Schaudern[10], Schaukasten Herisau
- 2005: Ich weiss wo dein Haus wohnt[11], Projektraum exex, St. Gallen

Gruppenausstellungen
- 2023: Rethink Destinations, Kunstwege Pontresina, Diavolezza
- 2022: Florilegium, Zeughaus Teufen
- 2022: Going Somewhere – Skulpturen im öffentlichen Raum, Kunstmuseum St. Gallen[12]
- 2021: Heimspiel 2021, Kunstmuseum St. Gallen
- 2021: Memory – Über die Erinnerung und das Vergessen in ungewöhnlichen Zeiten, Kunstmuseum Olten
- 2020: Welt am Draht, Kunstmuseum St. Gallen
- 2020: I ha en Tromm (Appenzeller Dialekt für «Ich habe einen Traum»), APP’N’CELL Now in Kunsthalle Ziegelhütte, Appenzell[13]
- 2020: CAMBIO – neu in der Sammlung des Kunstmuseums St. Gallen, Kunstmuseum St. Gallen
- 2019: TEXTUR, Vebikus Schaffhausen
- 2018: Arte Castasegna, Castasegna
- 2018: Walk the Line, Zeughaus Teufen
- 2016: À discrétion, Kulturstiftung Appenzell Ausserrhoden
- 2015: Modell Mittelholzer – Der Afrikaflug als Anlass, Kulturraum Kanton St. Gallen
- 2014: Anthroposphere, Nextex St. Gallen
- 2013: Video Arte Palazzo Castelmur, Palazzo Castelmur in Coltura bei Stampa
- 2012: Ein zartes Schaudern – Fragmente der Wirklichkeit, Kunst(Zeug)Haus Rapperswil
- 2012: Over the Rainbow, Kunstmuseum St. Gallen
- 2011: Garderobe, Binz39, Zürich
- 2011: peer-to-peer, V22, London
- 2011: IMPROfessionals, Internationale Bodenseekonferenz (IBK), Lindau
- 2010: Vast Empire, Sic! Raum für Kunst, Luzern
- 2009: Free Trade (Swiss Edition), International 3, Manchester
- 2009: Heimspiel 09, Kunsthalle und Kunstmuseum St. Gallen
- 2009: Urban Kiss, Galerie Kritikù, Prag
- 2008: A Town (Not a City), Kunsthalle St. Gallen
- 2007: Manual, Kronika, Bytom (Polen)
- 2004: Frauenaufzug[14], Zeughaus Teufen (PDF; 1,1 MB)

## Auszeichnungen
- 2024: Werkbeitrag Kanton St. Gallen
- 2021: Artist-in-Residence Stipendium Ausserrhodische Kulturstiftung
- 2018: Nomination Smithsonian Artist Fellowship
- 2006; 2012: Werkbeitrag Ausserrhodische Kulturstiftung
- 2007: Förderungspreis Stadt St. Gallen